# Lijst van nieuw beschreven zoogdieren (2003)
Dit is een lijst van nieuw beschreven zoogdieren uit 2003. De term "zoogdieren" omvat hier ook de overige "Mammaliaformes" (Docodonta, Haramiyida, Morganucodonta en enkele andere geslachten).

## Fossiele taxa
| Naam              | Auteur                                                                                             | Referentie | Commentaar |
| ----------------- | -------------------------------------------------------------------------------------------------- | --- | ---------- |
| Tanzanycterididae | Gunnell, Jacobs, Herendeen, Head, Kowalski, Msuya, Mizambwa, Harrison, Habersetezer & Storch, 2003 | Gunnell, G. F., Jacobs, B.F., Herendeen, P.S., Head, J.J., Kowalski, E., Msuya, C.P., Mizambwa, F.A., Harrison, T., Habersetzer, J. & Storch, G. 2003. Oldest placental mammal from sub-Saharan Africa: Eocene microbat from Tanzania - evidence for early evolution of sophisticated echolocation. Palaeontologia Elektronica 5 (2): 1-10. |            |

## Fossiele geslachten
| Naam                       | Auteur                                                                                             | Referentie | Commentaar |
| -------------------------- | -------------------------------------------------------------------------------------------------- | --- | ---------- |
| Archerops                  | Hand & Kirsch, 2003                                                                                | Hand, S.J. & Kirch, J.A.W. 2003. Archerops, a new annectent hipposiderid genus (Mammalia: Microchiroptera) from the Australian Miocene. Journal of Paleontology 77(6):1139-1151, 2003. |            |
| Asiohomacodon              | Tsubamoto, Tun, Egi, Takai, Shigehara, Soe, Aung & Thein, 2003                                     | Tsubamoto, T., Tun, S.T., Egi, N., Takai, M., Shigehara, N., Soe, A.N., Aung, A.K. & Thein, T. 2003. Reevaluation of some ungulate mammals from the Eocene Pondaung Formation, Myanmar. Paleontological Research 7 (3): 219-243. |            |
| Ballatonoides              | Sen, 2003                                                                                          | Sen, S. 2003. Lagomorpha. Pp. 163-177 in Fortelius, M., Kappelman, J., Sen, S. & Bernor, R.L. (eds.). Geology and Paleontology of the Miocene Sinap Formation, Turkey. New York: Columbia University Press. |            |
| Bassaricyonoides           | Baskin, 2003                                                                                       | Baskin, J.A. 2003. Chapter 6. New procyonines from the Hemingfordian and Barstovian of the Gulf Coast and Nevada, including the first fossil record of the Potosini. Bulletin of the American Museum of Natural History 279:125-146. |            |
| Confiniummys               | De Bruijn, Ünay, Saraç & Yïlmaz, 2003                                                              | Bruijn, H. de, Ünay, E., Saraç, G. & Yïlmaz, A. 2003. A rodent assemblage from the Eo/Oligocene boundary interval near Süngülü, Lesser Caucasus, Turkey. Coloquios de Paleontología Suppl. 1:47-76. |            |
| Denisodon                  | Hahn & Hahn, 2003                                                                                  | Hahn, G. & Hahn, R. 2003. New multituberculate teeth from the Early Cretaceous of Morocco. Acta Palaeontologica Polonica 48(3):349-356. |            |
| Fractinus                  | Higgins, 2003                                                                                      | Higgins, P. 2003. A new species of Paleocene multituberculate (Mammalia: Allotheria) from the Hanna Basin, south-central Wyoming. Journal of Vertebrate Paleontology 23(2):468-470. |            |
| Galileomys                 | Guiomar Vucetich & Kramarz, 2003                                                                   | Guiomar Vucetich, M. & Kramarz, A.G. 2003. New Miocene rodents from Patagonia (Argentina) and their bearing on the early radiation of the octodontoids (Hystricognathi). Journal of Vertebrate Paleontology 23(2):435-444, June 2003. |            |
| Gromovia                   | Erbajeva, Aleexeva & Khenzykhenova, 2003                                                           | Erbajeva, M., Alexeeva, N. & Khenzykhenova, F. 2003. Pliocene small mammals from the Udunga site of the Transbaikal area. Coloquios de Paleontología Suppl. 1:133-145. |            |
| Guangxicyon                | Zhai, Ciochon, Tong, Savage, Morlo, Holroyd & Gunnell, 2003                                        | Zhai, R., Ciochon, R.L., Tong, Y., Savage, D.E., Morlo, M., Holroyd, P.A. & Gunnell, G.F. 2003. An aberrant amphicyonid mammal from the latest Eocene of the Bose Basin, Guangxi, China. Acta Palaeontologica Polonica 48 (2): 293-300. |            |
| Karanisia                  | Steiffert, Simons & Attia, 2003                                                                    | Seiffert, E.R., Simons, E.L. & Attia, Y. 2003. Fossil evidence for an ancient divergence of lorises and galagos. Nature 422: 421-424. |            |
| Kennetheredium             | Sigogneau-Russell, 2003                                                                            | Sigogneau-Russell. 2003. Holotherian mammals from the Forest Marble (Middle Jurassic of England). Geodiversitas 25 (3): 501-537. |            |
| Kogolepithecus morotoensis | Pickford, Senut, Gommery & Musiime, 2003                                                           | Pickford, M., Senut, B., Gommery, D. & Musiime, E. 2003. New Catarrhine fossils from Moroto II, Early Middle Miocene (ca 17.5 Ma) Uganda. Comptes Rendus Palevol 2 (8): 649-662. |            |
| Krusatodon                 | Sigogneau-Russell, 2003                                                                            | Sigogneau-Russell. 2003. Docodonts from the British Mesozoic. Acta Palaeontologica Polonica 48 (3): 357-374. |            |
| Leptoscaptor               | Ziegler, 2003                                                                                      | Ziegler, R. 2003. Moles (Talpidae) from the late Middle Miocene of South Germany. Acta Palaeontologica Polonica 48 (4): 617-648. |            |
| Migmacastor                | Korth & Rybczynski, 2003                                                                           | Korth, W.W. & Rybczynski, N. 2003. A new, unusual castorid (Rodentia) from the earliest Miocene of Nebraska. Journal of Vertebrate Paleontology 23 (3): 667-675. |            |
| Ougandatherium             | Guérin & Pickford, 2003                                                                            | Guérin, C. & Pickford, M. 2003. Ougandatherium napakense nov. gen. nov. sp., le plus ancien Rhinocerotidae Iranotheriinae d’Afrique. Annales de Paléontologie 89 (1): 1-35. |            |
| Ottomania                  | De Bruijn, Ünay, Saraç & Yïlmaz, 2003                                                              | Bruijn, H. de, Ünay, E., Saraç, G. & Yïlmaz, A. 2003. A rodent assemblage from the Eo/Oligocene boundary interval near Süngülü, Lesser Caucasus, Turkey. Coloquios de Paleontología Suppl. 1:47-76. |            |
| Paenesorex                 | Ziegler, 2003                                                                                      | Ziegler, R. 2003. Shrews (Soricidae, Mammalia) from Middle Miocene karstic fissure fill sites of Petersbuch near Eichstätt, southern Franconian Alb (Bavaria). Paläontologische Zeitschrift 77 (2): 303-322. |            |
| Palynephyllum              | Czaplewski, Masanaru, Naeher, Shigehara & Setoguchi, 2003                                          | Czaplewski, N.J., Masanaru, T., Naeher, T.M., Shigehara, N. & Setoguchi, T. 2003. Additional bats from the middle Miocene La Venta fauna of Colombia. Revista de la Academia Colombiana de Ciencias Exactas, Físicas y Naturales 27:263-282.                                                                                                |            |
| Parapotos                  | Baskin, 2003                                                                                       | Baskin, J.A. 2003. Chapter 6. New procyonines from the Hemingfordian and Barstovian of the Gulf Coast and Nevada, including the first fossil record of the Potosini. Bulletin of the American Museum of Natural History 279:125-146. |            |
| Pondaungimys               | Dawson, Tsubamoto, Takai, Egi, Soe Thura Tun & Chit Sein, 2003                                     | Dawson, M.R., Tsubamoto, T., Takai, M., Egi, N., Soe Thura Tun & Chit Sein. 2003. Rodents of the family Anomaluridae (Mammalia) from Southeast Asia (middle Eocene, Pondaung Formation, Myanmar). Annals of Carnegie Museum 72(3):203-213.                                                                                                  |            |
| Primonatalus               | Morgan & Czaplewski, 2003                                                                          | Morgan, G.S. & Czaplewski, N.J. 2003. A new bat (Chiroptera: Natalidae) from the early Miocene of Florida, with comments on natalid phylogeny. Journal of Mammalogy 84(2):729-752. |            |
| Protarchaeohyrax           | Reguero, Croft, Flynn & Wyss, 2003                                                                 | Reguero, M.A., Croft, D.A., Flynn, J.J. & Wyss, A.R. 2003. Small archaeohyracids from Chubut Province, Argentina and central Chile: implications for trans-Andean temporal correlation. Fieldiana: Geology (New Series) 48:1-17. |            |
| Riddleria                  | van den Hoek Ostende, 2003                                                                         | van den Hoek Ostende, L.W. 2003. Riddleria atecensis nov. gen. nov. sp., a peculiar erinaceid (Erinaceomorpha, Mammalia) from the Lower Miocene of Spain. Beiträge zur Paläontologie 28: 1-7. |            |
| Saharagalago               | Seiffert, Simons & Attia, 2003                                                                     | Seiffert, E.R., Simons, E.L. & Attia, Y. 2003. Fossil evidence for an ancient divergence of lorises and galagos. Nature 422: 421-424. |            |
| Sahnitherium               | Rana & Wilson, 2003                                                                                | Rana & Wilson. 2003. New Late Cretaceous mammals from the Intertrappean beds of Rangapur, India and paleogeographic framework. Acta Palaeontologica Polonica 48 (3): 331-348. |            |
| Schadipes                  | Lockley & Foster, 2003                                                                             | Lockley, M.G. & Foster, J.R. 2003. Late Cretaceous mammal tracks from North America. Ichnos 10: 269-276. |            |
| Schowalteria               | Fox & Naylor, 2003                                                                                 | Fox, R.C. & Naylor, B.G. 2003. A Late Cretaceous taeniodont (Eutheria, Mammalia) from Alberta, Canada. Neues Jahrbuch für Geologie und Paläontologie 229 (3): 393-420. |            |
| Sinapodemus                | Sen, 2003                                                                                          | Sen, S. 2003. Muridae and Gerbillidae (Rodentia). Pp. 125-140 in Fortelius, M., Kappelman, J., Sen, S. & Bernor, R.L. (eds.). Geology and Paleontology of the Miocene Sinap Formation, Turkey. New York: Columbia University Press. |            |
| Sinapospalax               | Sarica & Sen, 2003                                                                                 | Sarica, N. & Sen, S. 2003. Spalacidae (Rodentia). Pp. 125-140 in Fortelius, M., Kappelman, J., Sen, S. & Bernor, R.L. (eds.). Geology and Paleontology of the Miocene Sinap Formation, Turkey. New York: Columbia University Press. |            |
| Sinodelphys                | Luo, Ji, Wible & Yuan, 2003                                                                        | Luo, Z.-X., Ji, Q., Wible, J.R. & Yuan, C.-X. 2003. An Early Cretaceous tribosphenic mammal and metatherian evolution. Science 302: 1934-1939. |            |
| Stirtonisorex              | Hutterer, 2003                                                                                     | Hutterer, R. 2003. Two replacement names and a note on the author of the shrew family Soricidae (Mammalia). Bonner zoologische Beiträge 50:369-370, January 2003. |            |
| Submyotodon                | Ziegler, 2003                                                                                      | Ziegler, R. 2003. Bats (Chiroptera, Mammalia) from Middle Miocene karstic fissure fillings of Petersbuch near Eichstätt, Southern Franconian Alb (Bavaria). Geobios 36 (4): 447-490. |            |
| Tanzanycteris              | Gunnell, Jacobs, Herendeen, Head, Kowalski, Msuya, Mizambwa, Harrison, Habersetezer & Storch, 2003 | Gunnell, G. F., Jacobs, B.F., Herendeen, P.S., Head, J.J., Kowalski, E., Msuya, C.P., Mizambwa, F.A., Harrison, T., Habersetzer, J. & Storch, G. 2003. Oldest placental mammal from sub-Saharan Africa: Eocene microbat from Tanzania - evidence for early evolution of sophisticated echolocation. Palaeontologia Elektronica 5 (2): 1-10. |            |
| Tenuibrachiatum            | Ziegler, 2003                                                                                      | Ziegler, R. 2003. Moles (Talpidae) from the late Middle Miocene of South Germany. Acta Palaeontologica Polonica 48 (4): 617-648. |            |
| Xaymaca                    | Flemming & MacPhee, 2003                                                                           | MacPhee, R.D.E. & Flemming, C. 2003. A Possible Heptaxodontine and Other Caviidan Rodents from the Quaternary of Jamaica. American Museum Novitates 3422: 1-42. |            |
| Witenia                    | de Bruijn, Unay, Sarac & Yïlmaz, 2003                                                              | de Bruijn, H., Unay, E., Sarac, G. & Yïlmaz, A. 2003. A rodent assemblage from the Eo/Oligocene boundary interval near Süngülü, Lesser Caucasus, Turkey. Coloquios de Paleontología, Volumen Extraordinario 1:47-76. |            |

## Fossiele soorten
| Naam                                | Auteur                                                                                             | Referentie | Commentaar |
| ----------------------------------- | -------------------------------------------------------------------------------------------------- | --- | ---------- |
| Abudhabia radinskyi                 | Flynn, Winkler, Jacobs & Downs, 2003                                                               | Flynn, L.J., Winkler, A.J., Jacobs, L.L. & Downs, W. 2003. Chapter 23. Tedford's Gerbils from Afghanistan. Bulletin of the American Museum of Natural History 679:603-624. |            |
| Acdestis maddeni                    | Goin, Sánchez-Villagra, Kay, Anaya-Daza & Takai, 2003                                              | Goin, F.J., Sánchez-Villagra, M.R., Kay. R.F., Anaya-Daza, F. & Takai, M. 2003. New palaeothentid marsupial from the Middle Miocene of Bolivia. Palaeontology 46 (2): 307-315. |            |
| Amphicyon galushai                  | Hunt, 2003                                                                                         | Hunt, R.M., Jr. 2003. Chapter 4. Intercontinental Migration of Large Mammalian Carnivores: Earliest Occurrence of the Old World Beardog Amphicyon (Carnivora, Amphicyonidae) in North America. Pp. 77-115 in Flynn, R.J. (ed.). Vertebrate fossils and their context: contributions in honor of Richard H. Tedford. Bulletin of the American Museum of Natural History 279:1-659, 26 November 2003.               |            |
| Archaeohippus mannulus              | O'Sullivan, 2003                                                                                   | O'Sullivan, J.A. 2003. A new species of Archaeohippus (Mammalia, Equidae) from the Arikareean of central Florida. Journal of Vertebrate Paleontology 23 (4): 877-885. |            |
| Archaeohyrax pattersoni             | Croft, Bond, Flynn, Reguero & Wyss, 2003                                                           | Croft, D.A., Bond, M., Flynn, J.J., Reguero, M. & Wyss, A.R. 2003. Large Archaeohyracids (Typotheria, Notoungulata) from Central Chile and Patagonia, Including a Revision of Archaeotypotherium. Fieldiana Geology 49:1-38. |            |
| Archaeohyrax tinguiriricaense       | Croft, Bond, Flynn, Reguero & Wyss, 2003                                                           | Croft, D.A., Bond, M., Flynn, J.J., Reguero, M. & Wyss, A.R. 2003. Large Archaeohyracids (Typotheria, Notoungulata) from Central Chile and Patagonia, Including a Revision of Archaeotypotherium. Fieldiana Geology 49:1-38. |            |
| Archaeotypotherium pattersoni       | Croft, Bond, Flynn, Reguero & Wyss, 2003                                                           | Croft, D.A., Bond, M., Flynn, J.J., Reguero, M. & Wyss, A.R. 2003. Large archaeohyracids (Typotheria, Notoungulata) from central Chile and Patagonia including a revision of Archaeotypotherium. Fieldiana: Geology (New Series) 49: 1-38. |            |
| Archaeotypotherium tinguiriricaense | Croft, Bond, Flynn, Reguero & Wyss, 2003                                                           | Croft, D.A., Bond, M., Flynn, J.J., Reguero, M. & Wyss, A.R. 2003. Large archaeohyracids (Typotheria, Notoungulata) from central Chile and Patagonia including a revision of Archaeotypotherium. Fieldiana: Geology (New Series) 49: 1-38. |            |
| Archerops annectens                 | Hand & Kirsch, 2003                                                                                | Hand, S.J. & Kirch, J.A.W. 2003. Archerops, a new annectent hipposiderid genus (Mammalia: Microchiroptera) from the Australian Miocene. Journal of Paleontology 77(6):1139-1151, 2003. |            |
| Asiohomacodon myanmarensis          | Tsubamoto, Tun, Egi, Takai, Shigehara, Soe, Aung & Thein, 2003                                     | Tsubamoto, T., Tun, S.T., Egi, N., Takai, M., Shigehara, N., Soe, A.N., Aung, A.K. & Thein, T. 2003. Reevaluation of some ungulate mammals from the Eocene Pondaung Formation, Myanmar. Paleontological Research 7 (3): 219-243. |            |
| Baioconodon jeffersonensis          | Eberle, 2003                                                                                       | Eberle, J.J. 2003. Puercan mammalian systematics and biostratigraphy in the Denver Formation, Denver Basin, Colorado. Rocky Mountain Geology 38 (1): 143-169. |            |
| Baiotomeus rhothonion               | Scott, 2003                                                                                        | Scott, C.S. 2003. Late Torrejonian (Middle Paleocene) mammals from south central Alberta, Canada. Journal of Paleontology 77 (4): 745-768. |            |
| Ballatonoides eroli                 | Sen, 2003                                                                                          | Sen, S. 2003. Lagomorpha. Pp. 163-177 in Fortelius, M., Kappelman, J., Sen, S. & Bernor, R.L. (eds.). Geology and Paleontology of the Miocene Sinap Formation, Turkey. New York: Columbia University Press. |            |
| Bassaricyonoides phyllismillerae    | Baskin, 2003                                                                                       | Baskin, J.A. 2003. Chapter 6. New procyonines from the Hemingfordian and Barstovian of the Gulf Coast and Nevada, including the first fossil record of the Potosini. Bulletin of the American Museum of Natural History 279:125-146. |            |
| Bassaricyonoides stewartae          | Baskin, 2003                                                                                       | Baskin, J.A. 2003. Chapter 6. New procyonines from the Hemingfordian and Barstovian of the Gulf Coast and Nevada, including the first fossil record of the Potosini. Bulletin of the American Museum of Natural History 279:125-146. |            |
| Buisnictis chisoensis               | Stevens & Stevens, 2003                                                                            | Stevens, M.S. & Stevens, J.B. 2003. Chapter 9. Carnivora (Mammalia, Felidae, Canidae, and Mustelidae) From the Earliest Hemphillian Screw Bean Local Fauna, Big Bend National Park, Brewster County, Texas. Pp. 177-211 in Flynn, R.J. (ed.). Vertebrate fossils and their context: contributions in honor of Richard H. Tedford. Bulletin of the American Museum of Natural History 279:1-659, 26 November 2003. |            |
| cf. Dilophodon destitutus           | Zonneveld & Grunnell, 2003                                                                         | Zonneveld, J.-P. & Grunnell, G.F. 2003. A new species of cf. Dilophodon (Mammalia: Perissodactyla) from the Early Bridgerian of southwestern Wyoming. Journal of Vertebrate Paleontology 23(3):652-658. |            |
| Clapasorex alvarezae                | Van den Hoek Ostende, 2003                                                                         | Van den Hoek Ostende, L.W. 2003. Insectivores (Erinaceomorpha, Soricomorpha, Mammalia) from the Ramblian of the Daroca-Calamocha area. Coloquios de Paleontologia Ext. 1:281-310. |            |
| Confiniummys siddiki                | De Bruijn, Ünay, Saraç & Yïlmaz, 2003                                                              | Bruijn, H. de, Ünay, E., Saraç, G. & Yïlmaz, A. 2003. A rodent assemblage from the Eo/Oligocene boundary interval near Süngülü, Lesser Caucasus, Turkey. Coloquios de Paleontología Suppl. 1:47-76. |            |
| Ctenomys cotocaensis                | Azurduy, 2003                                                                                      | Azurday. H. 2003. Descripción de una nueva especie fósil del género Ctenomys en yacimientos cuaternarios del Dpto de Santa Cruz, Bolivia (V Congreso Latinoamericano de Paleontología, Santa Cruz, Bolivia). (A Mastozoología Neotropical). |            |
| Denisodon moroccensis               | Hahn & Hahn, 2003                                                                                  | Hahn, G. & Hahn, R. 2003. New multituberculate teeth from the Early Cretaceous of Morocco. Acta Palaeontologica Polonica 48(3):349-356. |            |
| Dilophodon destitutus               | Zonneveld & Gunnell, 2003                                                                          | Zonneveld, J.-P. & Gunnell, G.F. 2003. A new species of cf. Dilophodon (Mammalia; Perissodactyla) from the early Bridgerian of southwestern Wyoming. Journal of Vertebrate Paleontology 23 (3): 652-658. |            |
| Edaphocyon palmeri                  | Baskin, 2003                                                                                       | Baskin, J.A. 2003. Chapter 6. New procyonines from the Hemingfordian and Barstovian of the Gulf Coast and Nevada, including the first fossil record of the Potosini. Bulletin of the American Museum of Natural History 279:125-146. |            |
| Edirnella kempeni                   | De Bruijn, Ünay, Saraç & Yïlmaz, 2003                                                              | Bruijn, H. de, Ünay, E., Saraç, G. & Yïlmaz, A. 2003. A rodent assemblage from the Eo/Oligocene boundary interval near Süngülü, Lesser Caucasus, Turkey. Coloquios de Paleontología Suppl. 1:47-76. |            |
| Eucricetodon kurthi                 | De Bruijn, Ünay, Saraç & Yïlmaz, 2003                                                              | Bruijn, H. de, Ünay, E., Saraç, G. & Yïlmaz, A. 2003. A rodent assemblage from the Eo/Oligocene boundary interval near Süngülü, Lesser Caucasus, Turkey. Coloquios de Paleontología Suppl. 1:47-76. |            |
| Enhydriodon ekecaman                | Harris & Leakey, 2003                                                                              | Harris, J.M. & Leakey, M.G. (eds.). 2003. Geology and vertebrate paleontology of the Early Pliocene site of Kanapoi, northern Kenya. Contributions in Science 498:1-132. |            |
| Eopachyrucos ranchoverdensis        | Reguero, Ubilla & Perea, 2003                                                                      | Reguero, M.A., Ubilla, M. & Perea, A. 2003. A New species of Eopachyrucos (MAMMALIA, NOTOUNGULATA, INTERATHERIIDAE) from the late Oligocene of Uruguay. Journal of Vertebrate Paleontology 23(2):445-457. |            |
| Fahlbuschia moralesi                | Van der Meulen, Peláez-Campomanes & Daams, 2003                                                    | Meulen, A.J. van der, Peláez-Campomanes, P. & Daams, R. 2003. Revision of medium-sized Cricetidae from the Miocene of the Daroca-Villafeliche area in the Calatayud-Teruel basin (Zaragoza, Spain). Coloquios de Paleontología Suppl. 1:385-441. |            |
| Fallomus ginsburgi                  | Marivaux & Welcomme, 2003                                                                          | Marivaux, L. & Welcomme, J.-L. 2003. New diatomyid and baluchimyine rodents from the Oligocene of Pakistan (Bugti Hills, Balochistan): Systematic and paleobiogeographic implications. Journal of Vertebrate Paleontology 23:420-434. |            |
| Fallomus quraishyi                  | Marivaux & Welcomme, 2003                                                                          | Marivaux, L. & Welcomme, J.-L. 2003. New diatomyid and baluchimyine rodents from the Oligocene of Pakistan (Bugti Hills, Balochistan): Systematic and paleobiogeographic implications. Journal of Vertebrate Paleontology 23:420-434. |            |
| Fractinus palmorum                  | Higgins, 2003                                                                                      | Higgins, P. 2003. A new species of Paleocene multituberculate (Mammalia: Allotheria) from the Hanna Basin, south-central Wyoming. Journal of Vertebrate Paleontology 23(2):468-470. |            |
| Galerix remmerti                    | Van den Hoek Ostende, 2003                                                                         | Van den Hoek Ostende, L.W. 2003. Insectivores (Erinaceomorpha, Soricomorpha, Mammalia) from the Ramblian of the Daroca-Calamocha area. Coloquios de Paleontologia Ext. 1:281-310. |            |
| Galileomys antelucanus              | Guiomar Vucetich & Kramarz, 2003                                                                   | Guiomar Vucetich, M. & Kramarz, A.G. 2003. New Miocene rodents from Patagonia (Argentina) and their bearing on the early radiation of the octodontoids (Hystricognathi). Journal of Vertebrate Paleontology 23(2):435-444, June 2003. |            |
| Galileomys? colloncurensis          | Guiomar Vucetich & Kramarz, 2003                                                                   | Guiomar Vucetich, M. & Kramarz, A.G. 2003. New Miocene rodents from Patagonia (Argentina) and their bearing on the early radiation of the octodontoids (Hystricognathi). Journal of Vertebrate Paleontology 23(2):435-444, June 2003. |            |
| Glirudinus antiquus                 | Vianey-Liaud, 2003                                                                                 | Vianey-Liaud, M. 2003. Gliridae (Mammalia, Rodentia) de l'Oligocène européen: origine de trois genres miocènes. Coloquios de Paleontología Suppl. 1:669-698. |            |
| Gromovia daamsi                     | Erbajeva, Aleexeva & Khenzykhenova, 2003                                                           | Erbajeva, M., Alexeeva, N. & Khenzykhenova, F. 2003. Pliocene small mammals from the Udunga site of the Transbaikal area. Coloquios de Paleontología Suppl. 1:133-145. |            |
| Guangxicyon sinoamericanus          | Zhai, Ciochon, Tong, Savage, Morlo, Holroyd & Gunnell, 2003                                        | Zhai, R., Ciochon, R.L., Tong, Y., Savage, D.E., Morlo, M., Holroyd, P.A. & Gunnell, G.F. 2003. An aberrant amphicyonid mammal from the latest Eocene of the Bose Basin, Guangxi, China. Acta Palaeontologica Polonica 48 (2): 293-300. |            |
| Heramys anatolicus                  | Sarica & Sen, 2003                                                                                 | Sarica, N. & Sen, S. 2003. Spalacidae (Rodentia). Pp. 125-140 in Fortelius, M., Kappelman, J., Sen, S. & Bernor, R.L. (eds.). Geology and Paleontology of the Miocene Sinap Formation, Turkey. New York: Columbia University Press. |            |
| Hexaprotodon mingoz                 | Boisserie, Brunet, Andossa & Vignaud, 2003                                                         | Boisserie, J.-R., Brunet, M., Andossa, L. & Vignaud, P. 2003. Hippopotamids from the Djurab Pliocene faunas, Chad, Central Africa. Journal of African Earth Sciences 36: 15-27. |            |
| Hodsahibia beamshaiensis            | Marivaux & Welcomme, 2003                                                                          | Marivaux, L. & Welcome, J.-L. 2003. New Diatomyid and Baluchimyine Rodents from the Oligocene of Pakistan (Bugti Hills, Balochistan): Systematic and Paleobiogeographic implications. Journal of Vertebrate Paleontology 23 (2): 420-434. |            |
| Hodsahibia gracilis                 | Marivaux & Welcomme, 2003                                                                          | Marivaux, L. & Welcome, J.-L. 2003. New Diatomyid and Baluchimyine Rodents from the Oligocene of Pakistan (Bugti Hills, Balochistan): Systematic and Paleobiogeographic implications. Journal of Vertebrate Paleontology 23 (2): 420-434. |            |
| Homo cepranensis                    | Mallegni, Carnieri, Bisconti, Tartarelli, Ricci, Biddittu & Serge, 2003                            | Mallegni, F., Carnieri, E., Bisconti, M., Tartarelli, G., Ricci, S., Biddittu, I. & Serge, A. 2003. Homo cepranensis sp. nov. and the evolution of African-European Middle Pleistocene hominids. Comptes Rendus Palevol. 2(2):153-159. |            |
| Karanisia clarcki                   | Steiffert, Simons & Attia, 2003                                                                    | Seiffert, E.R., Simons, E.L. & Attia, Y. 2003. Fossil evidence for an ancient divergence of lorises and galagos. Nature 422: 421-424. |            |
| Kennetheredium leesi                | Sigogneau-Russell, 2003                                                                            | Sigogneau-Russell. 2003. Holotherian mammals from the Forest Marble (Middle Jurassic of England). Geodiversitas 25 (3): 501-537. |            |
| Khoratpithecus chiangmuanensis      | Chaimanee, Yamee, Tian, Khaowiset, Marandat, Tafforeau, Nemoz & Jaeger, 2003                       | Chaimanee, Y., Yamee, C., Tian, P., Khaowiset, K., Marandat, B., Tafforeau, P., Nemoz, C. & Jaeger, J.-J. 2003. Khoratpithecus piriyai, a Late Miocene hominoid of Thailand. American Journal of Physical Anthropology 131 (3): 311 - 323. |            |
| Kogolepithecus morotoensis          | Pickford, Senut, Gommery & Musiime, 2003                                                           | Pickford, M., Senut, B., Gommery, D. & Musiime, E. 2003. New Catarrhine fossils from Moroto II, Early Middle Miocene (ca 17.5 Ma) Uganda. Comptes Rendus Palevol 2 (8): 649-662. |            |
| Krusatodon kirtlingtonensis         | Sigogneau-Russell, 2003                                                                            | Sigogneau-Russell. 2003. Docodonts from the British Mesozoic. Acta Palaeontologica Polonica 48 (3): 357-374. |            |
| Leptoscaptor bavaricum              | Ziegler, 2003                                                                                      | Ziegler, R. 2003. Moles (Talpidae) from the late Middle Miocene of South Germany. Acta Palaeontologica Polonica 48 (4): 617-648. |            |
| Leptoscaptor robustior              | Ziegler, 2003                                                                                      | Ziegler, R. 2003. Moles (Talpidae) from the late Middle Miocene of South Germany. Acta Palaeontologica Polonica 48 (4): 617-648. |            |
| Lufengpithecus chiangmuanensis      | Chaimanee, Jolly, Benammi, Tafforeau, Duzer, Moussa & Jaeger, 2003                                 | Chaimanee, Y., Jolly, D., Benammi, M., Tafforeau, P., Duzer, D., Moussa, I. & Jaeger, J.-J. 2003. A Middle Miocene hominoid from Thailand and orangutan origins. Nature 422: 61-65. |            |
| Mesoreodon floridanus               | Macfadden & Morgan, 2003                                                                           | Macfadden, B.J. & Morgan, G.S. 2003. Chapter 15. New oreodont (Mammalia, Artiodactyla) from the Late Oligocene (Early Arikareean) of Florida. Bulletin of the American Museum of Natural History 279:368-396. |            |
| Migmacastor procumbodens            | Korth & Rybczynski, 2003                                                                           | Korth, W.W. & Rybczynski, N. 2003. A new, unusual castorid (Rodentia) from the earliest Miocene of Nebraska. Journal of Vertebrate Paleontology 23 (3): 667-675. |            |
| Mimotricentes tedfordi              | McKenna & Lofgren, 2003                                                                            | McKenna, M.C. & Lofgren, D.L. 2003. Chapter 25. Mimotricentes tedfordi, a new arctocyonid from the Late Paleocene of California. Bulletin of the American Museum of Natural History 279:632-643. |            |
| Miniopterus rummeli                 | Ziegler, 2003                                                                                      | Ziegler, R. 2003. Bats (Chiroptera, Mammalia) from Middle Miocene karstic fissure fillings of Petersbuch near Eichstatt, Southern Franconian Alb (Bavaria). Geobios 36 (4): 447-490. |            |
| Muramura pinpensis                  | Pledge, 2003                                                                                       | Pledge, N.S. 2003. A new species of Muramura Pledge (Wynyardiidae: Marsupialia) from the Middle Tertiary of the Callabonna Basin, northeastern South Australia. Bulletin of the American Museum of Natural History 279:541-555. |            |
| Myotis bavaricus                    | Ziegler, 2003                                                                                      | Ziegler, R. 2003. Bats (Chiroptera, Mammalia) from Middle Miocene karstic fissure fillings of Petersbuch near Eichstatt, Southern Franconian Alb (Bavaria). Geobios 36 (4): 447-490. |            |
| Myotis reductus                     | Ziegler, 2003                                                                                      | Ziegler, R. 2003. Bats (Chiroptera, Mammalia) from Middle Miocene karstic fissure fillings of Petersbuch near Eichstatt, Southern Franconian Alb (Bavaria). Geobios 36 (4): 447-490. |            |
| Myxomygale gracilis                 | Ziegler, 2003                                                                                      | Ziegler, R. 2003. Moles (Talpidae) from the late Middle Miocene of South Germany. Acta Palaeontologica Polonica 48 (4): 617-648. |            |
| Notonycteris sucharadeus            | Czaplewski & Masanaru & Naeher & Shigehara & Setoguchi, 2003                                       | Czaplewski, N.J., Masanaru, T., Naeher, T.M., Shigehara, N. & Setoguchi, T. 2003. Additional bats from the middle Miocene La Venta fauna of Colombia. Revista de la Academia Colombiana de Ciencias Exactas, Físicas y Naturales 27:263-282. |            |
| Ochotona ozansoyi                   | Sen, 2003                                                                                          | Sen, S. 2003. Lagomorpha. Pp. 163-177 in Fortelius, M., Kappelman, J., Sen, S. & Bernor, R.L. (eds.). Geology and Paleontology of the Miocene Sinap Formation, Turkey. New York: Columbia University Press. |            |
| Ottomania proavita                  | De Bruijn, Ünay, Saraç & Yïlmaz, 2003                                                              | Bruijn, H. de, Ünay, E., Saraç, G. & Yïlmaz, A. 2003. A rodent assemblage from the Eo/Oligocene boundary interval near Süngülü, Lesser Caucasus, Turkey. Coloquios de Paleontología Suppl. 1:47-76. |            |
| Ougandatherium napakense            | Guérin & Pickford, 2003                                                                            | Guérin, C. & Pickford, M. 2003. Ougandatherium napakense nov. gen. nov. sp., le plus ancien Rhinocerotidae Iranotheriinae d’Afrique. Annales de Paléontologie 89 (1): 1-35. |            |
| Pachycynodon tedfordi               | Wang & Qiu, 2003                                                                                   | Wang B. & Qiu Z. 2003. Chapter 5. Notes on Early Oligocene Ursids (Carnivora, Mammalia) from Saint Jacques, Nei Mongol, China. Bulletin of the American Museum of Natural History 279:117-124. |            |
| Paenesorex bicuspis                 | Ziegler, 2003                                                                                      | Ziegler, R. 2003. Shrews (Soricidae, Mammalia) from Middle Miocene karstic fissure fill sites of Petersbuch near Eichstätt, southern Franconian Alb (Bavaria). Paläontologische Zeitschrift 77 (2): 303-322. |            |
| Palaeohypsodontus zinensis          | MNétais, Antoine, Marivaux, Welcome & Ducrocq, 2003                                                | Métais, G., Antoine, P.-O., Marivaux, L., Welcome, J.-L. & Ducrocq, S. 2003. New artiodactyl ruminant mammal from the late Oligocene of Pakistan. Acta Palaeontologica Polonica 48 (3): 375-382. |            |
| Palaeoxonodon freemani              | Sigogneau-Russell, 2003                                                                            | Sigogneau-Russell. 2003. Holotherian mammals from the Forest Marble (Middle Jurassic of England). Geodiversitas 25 (3): 501-537. |            |
| Palynephyllum antimaster            | Czaplewski & Masanaru & Naeher & Shigehara & Setoguchi, 2003                                       | Czaplewski, N.J., Masanaru, T., Naeher, T.M., Shigehara, N. & Setoguchi, T. 2003. Additional bats from the middle Miocene La Venta fauna of Colombia. Revista de la Academia Colombiana de Ciencias Exactas, Físicas y Naturales 27:263-282. |            |
| Paraceratherium sui                 | Ye, Meng & Wu, 2003                                                                                | Ye, J., Meng, J. & Wu, W.-Y. 2003. Discovery of Paraceratherium in the northern Junggar Basin of Xinjiang. Vertebrata PalAsiatica 41 (3): 220-229. |            |
| Paracricetodon wentgesi             | De Bruijn, Ünay, Saraç & Yïlmaz, 2003                                                              | Bruijn, H. de, Ünay, E., Saraç, G. & Yïlmaz, A. 2003. A rodent assemblage from the Eo/Oligocene boundary interval near Süngülü, Lesser Caucasus, Turkey. Coloquios de Paleontología Suppl. 1:47-76. |            |
| Parahyaena howelli                  | Harris & Leakey, 2003                                                                              | Harris, J.M. & Leakey, M.G. (eds.). 2003. Geology and vertebrate paleontology of the Early Pliocene site of Kanapoi, northern Kenya. Contributions in Science 498:1-132. |            |
| Paralouatta marianae                | MacPhee & Iturralde-Vinent & Gaffney, 2003                                                         | MacPhee, R.D.E., Iturralde-Vinent, M.A. & Gaffney, E.S. 2003. Domo de Zaza, an Early Miocene Vertebrate Locality in South-Central Cuba, with Notes on the Tectonic Evolution of Puerto Rico and the Mona Passage. American Museum Novitates 3394:1-42, 19 February 2003. |            |
| Parapotos tedfordi                  | Baskin, 2003                                                                                       | Baskin, J.A. 2003. Chapter 6. New procyonines from the Hemingfordian and Barstovian of the Gulf Coast and Nevada, including the first fossil record of the Potosini. Bulletin of the American Museum of Natural History 279:125-146. |            |
| Paratoceras tedfordi                | Webb, Beatty & Poinar, 2003                                                                        | Webb, S.D., Beatty, B.L. & Poinar, G., Jr. 2003. Chapter 14. New Evidence of Miocene Protoceratidae Including a New Species from Chiapas, Mexico. Bulletin of the American Museum of Natural History 279:348-367. |            |
| Parectypodus corystes               | Scott, 2003                                                                                        | Scott, C.S. 2003. Late Torrejonian (Middle Paleocene) mammals from south central Alberta, Canada. Journal of Paleontology 77(4):745-768. |            |
| cf. Peroryctes tedfordi             | Turnbull, Lundelius & Archer, 2003                                                                 | Turnbull, W.D., Lundelius, E.L., Jr. & Archer, M. 2003. Chapter 18. Dasyurids, perameloids, phalangeroids, and vombatoids from the Early Pliocene Hamilton Fauna, Victoria, Australia. Bulletin of the American Museum of Natural History 279:513-540. |            |
| Phyllops silvai                     | Suarez & Diaz-Franco, 2003                                                                         | Suárez, W. & Díaz-Franco, S. 2003. A new fossil bat (Chiroptera: Phyllostomidae) from a Quaternary cave deposit in Cuba. Caribbean Journal of Science 39(3):371-377. |            |
| Pitymimomys inceptor                | Tesakov, 2003                                                                                      | Tesakov, A.S. 2003. Early evolutionary stages of pitymyoid mimomyine voles (Pitymimomys, Arvicolinae, Cricetidae) from the Early Villanyian of Eastern Europe. Coloquios de Paleontología Suppl. 1:659-668. |            |
| Pondaungimys anomaluropsis          | Dawson, Tsubamoto, Takai, Egi, Soe Thura Tun & Chit Sein, 2003                                     | Dawson, M.R., Tsubamoto, T., Takai, M., Egi, N., Soe Thura Tun & Chit Sein. 2003. Rodents of the family Anomaluridae (Mammalia) from Southeast Asia (middle Eocene, Pondaung Formation, Myanmar). Annals of Carnegie Museum 72(3):203-213. |            |
| Praepusa magyaricus                 | Koretsky, 2003                                                                                     | Koretsky, I.A. 2003. New finds of Sarmatian seals (Mammalia, Carnivora, Phocinae) from southern Hungary. Advances in Vertebrate Paleontology "Hen to Panta" 63-70. |            |
| Primonatalus prattae                | Morgan & Czaplewski, 2003                                                                          | Morgan, G.S. & Czaplewski, N.J. 2003. A new bat (Chiroptera: Natalidae) from the early Miocene of Florida, with comments on natalid phylogeny. Journal of Mammalogy 84(2):729-752. |            |
| Progonomys minus                    | Sen, 2003                                                                                          | Sen, S. 2003. Muridae and Gerbillidae (Rodentia). Pp. 125-140 in Fortelius, M., Kappelman, J., Sen, S. & Bernor, R.L. (eds.). Geology and Paleontology of the Miocene Sinap Formation, Turkey. New York: Columbia University Press. |            |
| Protarchaeohyrax intermedium        | Reguero, Croft, Flynn & Wyss, 2003                                                                 | Reguero, M.A., Croft, D.A., Flynn, J.J. & Wyss, A.R. 2003. Small archaeohyracids from Chubut Province, Argentina and central Chile: implications for trans-Andean temporal correlation. Fieldiana: Geology (New Series) 48:1-17. |            |
| Protarchaeohyrax minor              | Reguero, Croft, Flynn & Wyss, 2003                                                                 | Reguero, M.A., Croft, D.A., Flynn, J.J. & Wyss, A.R. 2003. Small archaeohyracids from Chubut Province, Argentina and central Chile: implications for trans-Andean temporal correlation. Fieldiana: Geology (New Series) 48:1-17. |            |
| Protosiren eothene                  | Zalmout, Ul-Haq & Gingerich, 2003                                                                  | Zalmout, I.S., Ul-Haq, M. & Gingerich, P.D. 2003. New species of protosiren (Mammalia, Sirenia) from the early middle Eocene of Balochistan (Pakistan). Contributions from the Museum of Paleontology. University of Michigan 31 (3): 79-87. |            |
| Pseudaelurus skinneri               | Rothwell, 2003                                                                                     | Rothwell, T. 2003. Phylogenetic Systematics of North American Pseudoaelurus (Carnivora: Felidae). American Museum Novitates 3403:1-64. |            |
| Riddleria atecensis                 | van den Hoek Ostende, 2003                                                                         | van den Hoek Ostende, L.W. 2003. Riddleria atecensis nov. gen. nov. sp., a peculiar erinaceid (Erinaceomorpha, Mammalia) from the Lower Miocene of Spain. Beiträge zur Paläontologie 28: 1-7. |            |
| Saharagalago misrensis              | Seiffert, Simons & Attia, 2003                                                                     | Seiffert, E.R., Simons, E.L. & Attia, Y. 2003. Fossil evidence for an ancient divergence of lorises and galagos. Nature 422: 421-424. |            |
| Sahnitherium rangapurensis          | Rana & Wilson, 2003                                                                                | Rana & Wilson. 2003. New Late Cretaceous mammals from the Intertrappean beds of Rangapur, India and paleogeographic framework. Acta Palaeontologica Polonica 48 (3): 331-348. |            |
| Schadipes crypticus                 | Lockley & Foster, 2003                                                                             | Lockley, M.G. & Foster, J.R. 2003. Late Cretaceous mammal tracks from North America. Ichnos 10: 269-276. |            |
| Schizogalerix intermedia            | Selänne, 2003                                                                                      | Selänne, L. 2003. Genus Schizogalerix (Insectivora). Pp. 69-89 in Fortelius, M., Kappelman, J., Sen, S. & Bernor, R.L. (eds.). Geology and Paleontology of the Miocene Sinap Formation, Turkey. New York: Columbia University Press. |            |
| Schowalteria clemensi               | Fox & Naylor, 2003                                                                                 | Fox, R.C. & Naylor, B.G. 2003. A Late Cretaceous taeniodont (Eutheria, Mammalia) from Alberta, Canada. Neues Jahrbuch für Geologie und Paläontologie 229 (3): 393-420. |            |
| Shaanxispira baheensis              | Zhang, 2003                                                                                        | Zhang, Z.-Q. 2003. A new species of Shaanxispira (Bovidae, Artiodactyla, Mammalia) from the Bahe Formation, Lantian, China. Vertebrata PalAsiatica 41 (3): 230-239. |            |
| Sinapodemus ibrahimi                | Sen, 2003                                                                                          | Sen, S. 2003. Muridae and Gerbillidae (Rodentia). Pp. 125-140 in Fortelius, M., Kappelman, J., Sen, S. & Bernor, R.L. (eds.). Geology and Paleontology of the Miocene Sinap Formation, Turkey. New York: Columbia University Press. |            |
| Sinapospalax incliniformis          | Sarica & Sen, 2003                                                                                 | Sarica, N. & Sen, S. 2003. Spalacidae (Rodentia). Pp. 125-140 in Fortelius, M., Kappelman, J., Sen, S. & Bernor, R.L. (eds.). Geology and Paleontology of the Miocene Sinap Formation, Turkey. New York: Columbia University Press. |            |
| Sinapospalax sinapensis             | Sarica & Sen, 2003                                                                                 | Sarica, N. & Sen, S. 2003. Spalacidae (Rodentia). Pp. 125-140 in Fortelius, M., Kappelman, J., Sen, S. & Bernor, R.L. (eds.). Geology and Paleontology of the Miocene Sinap Formation, Turkey. New York: Columbia University Press. |            |
| Sinodelphys szalayi                 | Luo, Ji, Wible & Yuan, 2003                                                                        | Luo, Z.-X., Ji, Q., Wible, J.R. & Yuan, C.-X. 2003. An Early Cretaceous tribosphenic mammal and metatherian evolution. Science 302: 1934-1939. |            |
| Submyotodon petersbuchensis         | Ziegler, 2003                                                                                      | Ziegler, R. 2003. Bats (Chiroptera, Mammalia) from Middle Miocene karstic fissure fillings of Petersbuch near Eichstätt, Southern Franconian Alb (Bavaria). Geobios 36 (4): 447-490. |            |
| Synaptomys morgani                  | Martin, Duobinis-Gray & Crockett, 2003                                                             | Martin, R.A., Duobinis-Gray, L. & Crockett, C.P. 2003. A new species of Early Pleistocene Synaptomys from Florida and its relevance to southern bog lemming origins. Journal of Vertebrate Paleontology 23(4):917-936. |            |
| Tanzanycteris mannardi              | Gunnell, Jacobs, Herendeen, Head, Kowalski, Msuya, Mizambwa, Harrison, Habersetezer & Storch, 2003 | Gunnell, G. F., Jacobs, B.F., Herendeen, P.S., Head, J.J., Kowalski, E., Msuya, C.P., Mizambwa, F.A., Harrison, T., Habersetzer, J. & Storch, G. 2003. Oldest placental mammal from sub-Saharan Africa: Eocene microbat from Tanzania - evidence for early evolution of sophisticated echolocation. Palaeontologia Elektronica 5 (2): 1-10.                                                                       |            |
| Tapocyon dawsonae                   | Flynn & Wesley, 2003                                                                               | Wesley, G.D. & Flynn, J.J. 2003. A revision of Tapocyon (Carnivoramorpha), including analysis of the first cranial specimens and identification of a new species. Journal of Paleontology 77 (4): 769-783. |            |
| Tenuibrachiatum storchi             | Ziegler, 2003                                                                                      | Ziegler, R. 2003. Moles (Talpidae) from the late Middle Miocene of South Germany. Acta Palaeontologica Polonica 48 (4): 617-648. |            |
| Tetracus daamsi                     | Adrover & Hugueney, 2003                                                                           | Adrover, R. & Hugueney, M. 2003. Tetracus daamsi, une nouvelle espèce de Galericinae (Erinaceidae, Mammalia) dans l'Oligocène de Majorque (Espagne). Coloquios de Paleontología 1:311-324. |            |
| Thalassocnus antiquus               | Muizon, McDonald, Salas & Urbina, 2003                                                             | Muizon, C. de, McDonald, H.G., Salas, R. & Urbina, M. 2003. A new early species of the aquatic sloth Thalassocnus (Mammalia, Xenarthra) from the Late Miocene of Peru. Journal of Vertebrate Paleontology 23(4):886-894, December 2003. |            |
| Witenia flava                       | De Bruijn, Ünay, Saraç & Yïlmaz, 2003                                                              | Bruijn, H. de, Ünay, E., Saraç, G. & Yïlmaz, A. 2003. A rodent assemblage from the Eo/Oligocene boundary interval near Süngülü, Lesser Caucasus, Turkey. Coloquios de Paleontología Suppl. 1:47-76. |            |
| Witenia fusca                       | De Bruijn, Ünay, Saraç & Yïlmaz, 2003                                                              | Bruijn, H. de, Ünay, E., Saraç, G. & Yïlmaz, A. 2003. A rodent assemblage from the Eo/Oligocene boundary interval near Süngülü, Lesser Caucasus, Turkey. Coloquios de Paleontología Suppl. 1:47-76. |            |
| Xaymaca fulvopulvis                 | Flemming & MacPhee, 2003                                                                           | MacPhee, R.D.E. & Flemming, C. 2003. A Possible Heptaxodontine and Other Caviidan Rodents from the Quaternary of Jamaica. American Museum Novitates 3422: 1-42. |            |
| Xerus daamsi                        | Denys, Viriot, Daams, Peláez-Campomanes, Vignaud, Andossa & Brunet, 2003                           | Denys, C., Viriot, L., Daams, R., Peláez-Campomanes, P., Vignaud, P., Andossa, L. & Brunet, M. 2003. A new pliocene xerine sciurid (Rodentia) from Kossom Bougoudi, Chad. Journal of Vertebrate Paleontology 23 (3): 676–687. |            |
| Witenia flava                       | de Bruijn, Unay, Sarac & Yïlmaz, 2003                                                              | de Bruijn, H., Unay, E., Sarac, G. & Yïlmaz, A. 2003. A rodent assemblage from the Eo/Oligocene boundary interval near Süngülü, Lesser Caucasus, Turkey. Coloquios de Paleontología, Volumen Extraordinario 1:47-76. |            |
| Witenia fusca                       | de Bruijn, Unay, Sarac & Yïlmaz, 2003                                                              | de Bruijn, H., Unay, E., Sarac, G. & Yïlmaz, A. 2003. A rodent assemblage from the Eo/Oligocene boundary interval near Süngülü, Lesser Caucasus, Turkey. Coloquios de Paleontología, Volumen Extraordinario 1:47-76. |            |

## Levende geslachten
| Naam       | Auteur                              | Referentie | Commentaar                            |
| ---------- | ----------------------------------- | --- | ------------------------------------- |
| Callibella | Van Roosmalen & Van Roosmalen, 2003 | Roosmalen, M.G.M. van & Roosmalen, T. van. 2003. The description of a new marmoset genus, Callibella (Callitrichinae, Primates), including its molecular phylogenetic status. Neotropical Primates 11(1):1-18, April 2003.                                                     | Mogelijk een synoniem van Callithrix. |
| Tlacuatzin | Voss & Jansa, 2003                  | Voss, R.S., & Jansa, S.A. 2003. Phylogenetic studies on didelphid marsupials. II. Nonmolecular data and new IRBP sequences: separate and combined analyses of didelphine relationships with denser taxon sampling. Bulletin of the American Museum of Natural History 276:1-82 |                                       |

## Levende soorten
| Naam                      | Auteur                                                             | Referentie | Commentaar               |
| ------------------------- | ------------------------------------------------------------------ | --- | ------------------------ |
| Balaenoptera omurai       | Wada & Oishi & Yamada, 2003                                        | Wada, S., Oishi, M. & Yamada, T.K. A newly discovered species of living baleen whale. Nature 426:278-281. |                          |
| Calomys tocantinsi        | Bonvicino, Lima & Almeida, 2003                                    | Bonvicino, C.R., Lima, J.F.S. & Almeida, F.C. 2003. A new species of Calomys Waterhouse (Rodentia, Sigmodontinae) from the Cerrado of Central Brazil. Revista Brasileira de Zoologia 20(2):301-307, June 2003. |                          |
| Chodsigoa caovansunga     | Lunde & Musser & Son, 2003                                         | Lunde, D.P., Musser, G.G. & Son, N.T. 2003. A Survey of small mammals from Mt. Tay Con Linh II, Vietnam, with the description of a new species of Chodsigoa (Insectivora:Soricidae). Mammal Study 28:31-46. |                          |
| Cryptotis brachyonyx      | Woodman, 2003                                                      | Woodman, N. 2003. A new small-eared shrew of the Cryptotis nigrescens-group from Colombia (Mammalia: Soricomorpha: Soricidae). Proceedings of the Biological Society of Washington 116:853–872. |                          |
| Damaliscus superstes      | Cotterill, 2003                                                    | Cotterill, F.P.D. 2003. Insights into the taxonomy of tsessebe antelopes Damaliscus lunatus (Bovidae: Alcelaphini) with the description of a new evolutionary species in south-central Africa. Durban Museum Novitates 28:11-30. |                          |
| Dasymys cabrali           | W. Verheyen, Hulselmans, Dierckx, Colyn, Leirs & E. Verheyen, 2003 | Verheyen W., Hulselmans J.L.J., Dierckx T., Colyn M., Leirs H. & Verheyen E. 2003. A craniometric and genetic approach to the systematics of the genus Dasymys Peters, 1875 and the description of three new taxa (Rodentia, Muridae, Africa). Bulletin de l'Institut royal des sciences naturelles de Belgique (Bulletin van het Koninklijk Belgisch Instituut voor Natuurwetenschappen) 73:27-71. |                          |
| Dasymys rwandae           | W. Verheyen, Hulselmans, Dierckx, Colyn, Leirs & E. Verheyen, 2003 | Verheyen W., Hulselmans J.L.J., Dierckx T., Colyn M., Leirs H. & Verheyen E. 2003. A craniometric and genetic approach to the systematics of the genus Dasymys Peters, 1875 and the description of three new taxa (Rodentia, Muridae, Africa). Bulletin de l'In |                          |
| Dasymys sua               | W. Verheyen, Hulselmans, Dierckx, Colyn, Leirs & E. Verheyen, 2003 | Verheyen W., Hulselmans J.L.J., Dierckx T., Colyn M., Leirs H. & Verheyen E. 2003. A craniometric and genetic approach to the systematics of the genus Dasymys Peters, 1875 and the description of three new taxa (Rodentia, Muridae, Africa). Bulletin de l'Institut royal des sciences naturelles de Belgique (Bulletin van het Koninklijk Belgisch Instituut voor Natuurwetenschappen) 73:27-71. |                          |
| Desmomys yaldeni          | Lavrenchenko, 2003                                                 | Lavrenchenko, L.A. 2003. A contribution to the systematics of Desmomys Thomas, 1910 (Rodentia: Muridae) with the description of a new species. Bonner Zoologische Beiträge 50(4):313-327, January 2003. |                          |
| Genetta bourloni          | Gaubert, 2003                                                      | Gaubert, P. 2003. Description of a new species of genet (Carnivora ; Viverridae ; genus Genetta) and taxonomic revision of forest forms related to the Large-spotted Genet. Mammalia 67(1):85-108. |                          |
| Heteromys oasicus         | Anderson, 2003                                                     | Anderson, R. P. 2003. Taxonomy, distribution, and natural history of the genus Heteromys (Rodentia: Heteromyidae) in western Venezuela, with the description of a dwarf species from the Península de Paraguaná. American Museum Novitates 3396:1-43. |                          |
| Hipposideros scutinares   | Robinson & Jenkins & Francis & Fulford, 2003                       | Robinson, M.F., Jenkins, P.D., Francis, C.M. & Fulford, A.J.C. 2003. A new species of the Hipposideros pratti group (Chiroptera, Hipposideridae) from Lao PDR and Vietnam. Acta Chiropterologica 5(1):31-48, 2003. |                          |
| Hylomys megalotis         | Jenkins & Robinson, 2003                                           | Jenkins, P.D. & Robinson, M.F. 2002. Another variation on the gymnure theme: description of a new species of Hylomys (Lipotyphla, Erinaceidae, Galericinae). Bulletin of the Natural History Museum London (Zoology) 68(1):1-11, 27 June 2002. |                          |
| Limnomys bryophilus       | Rickart & Heaney & Tabaranza, 2003                                 | Rickart, E.A., Heaney, L.R. & Tabaranza, B.R., Jr. 2003. A new species of Limnomys (Rodentia: Muridae: Murinae) from Mindanao Island, Philippines. Journal of Mammalogy 84(4):1443-1455, November 2003. |                          |
| Melomys paveli            | Helgen, 2003                                                       | Helgen, K.M. 2003. A review of the rodent fauna of Seram, Moluccas, with the description of a new subspecies of mosaic-tailed rat, Melomys rufescens paveli. Journal of Zoology, London 261:165-172. |                          |
| Microtus qazvinensis      | Golenishchev, 2003                                                 | Golenishchev, F.N. in Golenishchev, F.N., Malikov, V.G., Nazari, F., Vaziri, A.Sh., Sablina, O.V. & Polyakov A.V. 2003. New species of vole of "guentheri" group (Rodentia, Arvicolinae, Microtus) from Iran. Russian Journal of Theriology 1(2):117–123. |                          |
| Mus fragilicauda          | Auffray, Orth, Catalan, Gonzalez, Desmarais & Bonhomme, 2003       | Auffray, J.-C., Orth, A., Catalan, J., Gonzalez, J.-P., Desmarais, E., & Bonhomme, F. 2003. Phylogenetic position and description of a new species of subgenus Mus (Rodentia, Mammalia) from Thailand. Zoologica Scripta 32(2):119-127. |                          |
| Notiosorex cockrumi       | Baker & O'Neill & McAliley, 2003                                   | Baker, R.J., O'Neill, M.B. & McAliley, L.R. 2003. A new species of Desert Shrew, Notiosorex, based on nuclear and mitochondrial sequence data. Occasional Papers, Museum of Texas Tech University 222:i+1-12, 20 June 2003. |                          |
| Oryzomys marinhus         | Bonvicino, 2003                                                    | Bonvicino, C.R. 2003. A new species of Oryzomys (Rodentia, Sigmodontinae) of the subflavus group from the Cerrado of Central Brazil. Mammalian Biology (Zeitschrift für Säugetierkunde) 68(2):78-90. | Nu Cerradomys subflavus. |
| Phyllomys lundi           | Leite, 2003                                                        | Leite, Y.R.L. 2003. Evolution and Systematics of the Atlantic Tree Rats, Genus Phyllomys (Rodentia, Echimyidae), with Description of Two New Species. University of California Publications in Zoology 132:i-xvi+1-118. |                          |
| Phyllomys mantiqueirensis | Leite, 2003                                                        | Leite, Y.R.L. 2003. Evolution and Systematics of the Atlantic Tree Rats, Genus Phyllomys (Rodentia, Echimyidae), with Description of Two New Species. University of California Publications in Zoology 132:i-xvi+1-118. |                          |
| Praomys petteri           | Van der Straeten & Lecompte & Denys, 2003                          | Straeten, E. van der, Lecompte, E. & Denys, C. 2003. Praomys petteri: une nouvelle espèce des Muridae africains (Mammalia, Rodentia). Bonner Zoologische Beiträge 50(4):329-345, Januar 2003. |                          |
| Rhagomys longilingua      | Luna & Patterson, 2003                                             | Luna, L. & Patterson, B.D. 2003. A remarkable new mouse (Muridae: Sigmodontinae) from southeastern Peru: With comments on the affinities of Rhagomys rufescens (Thomas, 1886). Fieldiana Zoology (n.s.) 101:1-24. |                          |
| Rousettus linduensis      | Maryanto & Yani, 2003                                              | Maryanto, I. & Yani, M. 2003. A new species of Rousettus (Chiroptera: Pteropodidae) from Lore Lindu, Central Sulawesi. Mammal Study 28:111-120. |                          |
| Taterillus tranieri       | Dobigny, Granjon, Aniskin, Ba & Volobouev, 2003                    | Dobigny, G., Granjon, L., Aniskin, V., Ba, K. & Volobouev, V. 2003. A new sibling species of Taterillus (Muridae, Gerbillinae) from West Africa. Mammalian Biology (Zeitschrift fuer Saeugetierkunde) 68(5):299-316, 2003. |                          |
| Thomasomys ucucha         | Voss, 2003                                                         | Voss, R.S. 2003. A new species of Thomasomys (Rodentia: Muridae) from eastern Ecuador, with remarks on mammalian diversity and biogeography in the Cordillera Oriental. American Museum Novitates 3421:1-47, Dec 2003. |                          |

## Levende ondersoorten
| Naam                                 | Auteur                        | Referentie | Commentaar |
| ------------------------------------ | ----------------------------- | --- | ---------- |
| Crocidura goliath nimbasilvanus      | Hutterer, 2003                | Hutterer, R. 2003. Two replacement names and a note on the author of the shrew family Soricidae (Mammalia). Bonner zoologische Beiträge 50:369-370, January 2003.                                                                              |            |
| Gazella bennettii salinarum          | Groves, 2003                  | Groves, C.P. 2003. Taxonomy of ungulates of the Indian Subcontinent. Journal of Bombay Natural History Society 100(2-3):341-362. |            |
| Lagostrophus fasciatus baudinettei   | Helgen & Flannery, 2003       | Helgen, K.M. & Flannery, T.F. 2003. Taxonomy and historical distribution of the wallaby genus Lagostrophus. Australian Journal of Zoology 51(3):199-212.                                                                                       |            |
| Microtus savii niethammericus        | Contoli, 2003                 | Contoli, L. 2003. On subspecific taxonomy of Microtus savii (Rodentia, Arvicolidae). Hystrix Italian Journal of Mammalogy (n.s.) 14(1-2):107-W711111.                                                                                          |            |
| Microtus savii tolfetanus            | Contoli, 2003                 | Contoli, L. 2003. On subspecific taxonomy of Microtus savii (Rodentia, Arvicolidae). Hystrix Italian Journal of Mammalogy (n.s.) 14(1-2):107-W711111.                                                                                          |            |
| Penthetor lucasi suyantoi            | Maryanto, 2003                | Maryanto, I. 2003. Taxonomic status of dusky short-nosed fruit bat Penthetor lucasi (Dobson, 1880) from Sumatra, Indonesia. Tropical Biodiversity 8(1):51-62.                                                                                  |            |
| Rattus argentiventer kalimantanensis | Maryanto, 2003                | Maryanto, I. 2003. Taxonomic status of the ricefield rat Rattus argentiventer (Robinson and Kloss, 1916) (Rodentia) from Thailand, Malaysia and Indonesia based on morphological variation. Records of the Western Australian Museum 22:47-65. |            |
| Rhizomys sinensis pediculus          | Wang, 2003                    | |            |
| Rhizomys wardi neowardi              | Wang, 2003                    | |            |
| Sorex tundrensis khankae             | Baranova & Zaitsev, 2003      | Baranova, G.I. & Zaitsev, M.V. 2003. A new name for the Ussurian subspecies of the Tundra Shrew, Sorex tundrensis Merriam, 1900 (Mammalia: Soricidae). Zoosystematica Rossica 11(2):403–404.                                                   |            |
| Trachypithecus geei bhutanensis      | Wangchuk, Inouye & Hare, 2003 | Wangchuk, T., Inouye, D.W. & Hare, M.P. 2003. A New Subspecies of Golden Langur (Trachypithecus geei) from Bhutan. Folia Primatologica 74(2):104-108.                                                                                          |            |